# Rupt de Mad
Rupt de Mad é um rio localizado na França.